# Південний федеральний університет
Південний федеральний університет (ПФУ) — російський федеральний університет, центр вищої освіти і науки Південного федерального округу Російської Федерації, розташований у Ростові-на-Дону і Таганрозі Ростовської області.

## Історія

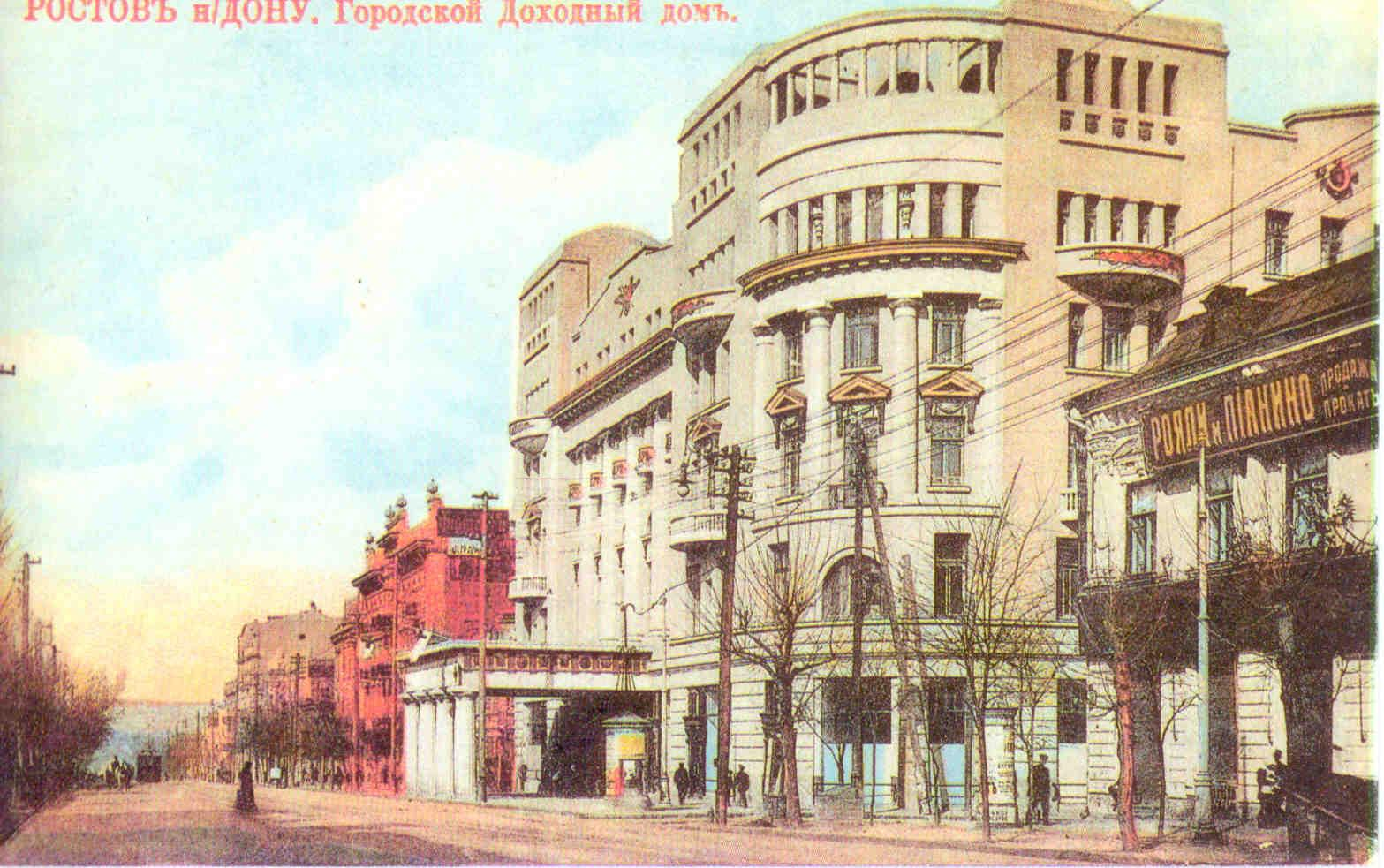
Міський прибутковий будинок, в якому в 1915 році розмістився головний корпус Варшавського університету

Заснований 1915 року на базі евакуйованого Варшавського університету, відкритого 1817 року Олександром I. Від того часу мав такі назви:
- 1915—1917 — Імператорський Варшавський університет в м. Ростові-на-Дону
- 1917—1918 Донський університет
- 1918—1925 Донський університет імені М. П. Богаєвського
- 1925—1934 Північно-Кавказький державний університет
- 1934—1935 Ростовський-на-Дону державний університет
- 1935—1957 Ростовський-на-Дону державний університет імені В. М. Молотова
- 1957—1982 Ростовський державний університет
- 1982—1991 Ростовський державний університет імені М. А. Суслова
- 1991—2006 Ростовський державний університет

2006 року Ростовський університет було об'єднано з Ростовською державною академії архітектури і мистецтв, Ростовським державним педагогічним університетом та Таганрозьким державним радіотехнічним університетом. Реорганізований навчальний заклад отримав сучасну назву — «Південний федеральний університет».

## Сучасність
До складу ПФУ входять чотири окремих галузевих інститути — основний інститут, педагогічний, технологічний та інститут архітектури і мистецтв. Загальне число факультетів — 37, наукових структурних підрозділів — 70, серед яких 10 НДІ, а також КБ, ЦКП, навчально-наукові лабораторії (в тому числі спільні з установами РАН), 20 структур інноваційної діяльності (у тому числі 2 дослідні виробництва, 2 технопарку, 2 бізнес-інкубатора, 19 центрів колективного користування, 9 інноваційно-технологічних центрів) та інші, в яких працюють близько 800 наукових співробітників, у тому числі 354 кандидата і 45 докторів наук. Загальна чисельність студентів — близько 56 тисяч чоловік.
Один з провідних університетів Росії, станом на 2006 рік, в останньому офіційному рейтингу Федерального агентства з освіти займає четверту сходинку серед класичних університетів.
При університеті працює центр україністики. Серед випускників університету — науковці України: С. Самко, В. Суярко, журналіст В. Абліцов.

## Географія
Розташований в двох містах Ростовської області: у Ростові-на-Дону, де знаходяться всі центральні адміністративні органи університету, а також дві галузеві інституту, і в місті Таганрозі, де знаходиться Технологічний інститут ЮФУ.
Існує проект створення навчально-науково-побутового кампусу в Західному житловому мікрорайоні м. Ростова-на-Дону, для спрощення внутріуніверсітетской логістики та поліпшення умов праці та проживання співробітників та студентів ПФУ.

## Ректори ПФУ
1. Захаревич Владислав Георгійович 5 грудня 2006 — 18 червня 2012
2. Боровська Марина Олександрівна c 18 червня 2012

Ректором ПФУ 5 грудня 2006 був призначений В. Г. Захаревич, до цього моменту займав пост ректора Таганрозького державного радіотехнічного університету; 16 листопада 2007 р. він же обраний ректором ПФУ на п'ятирічний термін.
Перший набір студентів у реорганізований Південний федеральний університет був проведений в 2007 році.
16 січня 2010 за розпорядженням уряду РФ N13-р Південний федеральний університет отримав статус федерального державного автономного установи
Голова Уряду Росії Д. А. Медведєв своїм Розпорядженням № 988-р від 18 червня 2012 призначив Борівська Марину Олександрівну ректором федерального державного автономного освітньої установи вищої професійної освіти «Південний федеральний університет» строком на 5 років.

## Відомі співробітники
- Акімцев Василько Васильович — радянський ґрунтознавець;
- Білецький Зиновій Якович — радянський філософ
- Бєлік Віктор Павлович — відомий зоолог, орнітолог, професор і завідувач кафедри ботаніки та зоології, учасник робочої мережі «Вивчення птахів басейну Сіверського Дінця»
- Воровіч Йосип Ізраїльович (1920–2001) — російський механік і математик, академік РАН
- Мінкін Володимир Ісаакович (1935) — російський хімік, академік РАН
- Іванівський Дмитро Йосипович (* 1961) — російський фізіолог рослин і мікробіолог, основоположник вірусології
- Іванніков Іван Андрійович (1864–1920) — російський правник і політолог
- Мордухай-Болтовський Дмитро Дмитрович (1876–1952) — російський математик
- Мордухай-Болтовський Філарет Дмитрович (1910–1978) — гідробіолог, зоолог, один з основоположників гідробіологічної школи СРСР
- Семенов Володимир Семенович (1911–1992) — радянський філософ і дипломат
- Шкуратов Володимир Олександрович (1947) — вчений-енциклопедист, історик, культуролог, психолог, засновник історичної психології в РФ, критик масової культури, автор праць екзістенцальной спрямованості.
- Шпільрейн-Шефтель Сабіна Миколаївна (1885–1942) — російський і радянський психоаналітик, педагог, учениця К. Г. Юнга.

## Відомі випускники
- Алдошин Сергій Михайлович (1953) — російський хімік, академік РАН, віце-президент РАН.
- Андрєєв Сергій Васильович — радянський і російський футболіст і футбольний тренер. Майстер спорту міжнародного класу (1980). Сергій Андрєєв відомий за виступами та тренерській роботі в ростовських клубах СКА та «Ростсельмаш» і в збірній СРСР.
- Афанасьєва Олена Іванівна — російський журналіст, автор декількох романів;
- Абдулкерімов Абдулжеліл Махмудович — Голова Ради директорів «РУССЛАВБАНК».
- Абрамова Лідія Павлівна — віце-президент Всеросійського товариства сліпих, перший віце-президент Паралімпійського комітету Росії.
- Алексєєнко Олександр Володимирович — генеральний директор ВАТ «Магадангеологія».
- Бабанський Юрій Костянтинович (1927–1987) — віце-президент Академії педагогічних наук СРСР (1971 -).
- Бабешко Володимир Андрійович (1941) — російський вчений, ректор КубГУ (1982—2008), доктор фізико-математичних наук, професор, академік РАН.
- Баглай Марат Вікторович (1931) — голова Конституційного суду Російської Федерації з 1997 по 2003 рік.
- Бичкова Оксана Олегівна — російський режисер, сценарист.
- Бовін Олександр Євгенович (1930–2004) — радянський і російський журналіст, публіцист, дипломат.
- Бондар Микола Семенович (1950) — суддя Конституційного суду Російської Федерації.
- Бурба Олександр Адольфович (1918–1984) — вчений-хімік, професор, директор Мідногорського мідно-сірчаного комбінату (1954–1971), перший ректор Оренбурзького політехнічного інституту (1971–1983).
- Бяхов Олег Володимирович — директор з розвитку бізнесу IBM.
- Васильєв Анатолій Олександрович (1942) — театральний режисер, педагог, заслужений діяч мистецтв Росії.
- Вєтров Владислав Володимирович — продюсер, сценарист, автор п'єс, режессер, заслужений артист Росії.
- Високовський Зиновій Мойсейович — радянський і російський актор театру і кіно, народний артист Російської Федерації.
- Вишнепольський Кирило Олександрович — головний редактор журналу Men's Health.
- Волчек Яків Йосипович (1912–1988) — російський радянський драматург, прозаїк, сценарист.
- Вятютнев Марк Миколайович (1930–2002) — лінгвіст, автор і співавтор серії навчально-методичних комплексів з РСІ.
- Глушков Віктор Михайлович (1923–1982) — радянський вчений, академік АН СРСР (1964), один з піонерів вітчизняної кібернетики.
- Голубєв Сергій Олександрович (1952) — доктор юридичних наук, заступник Голови Центрального Банку Російської Федерації.
- Гроздова Світлана Христофорівна — радянська гімнастка. Олімпійська чемпіонка 1976 р., Заслужений майстер спорту СРСР.
- Данилевський Ігор Миколайович — професор, доктор історичних наук.
- Дерижанов Сергій Мартинович (1898—1945) — радянський учений-патологоанатом.
- Дібров Дмитро Олександрович (1959) — російський журналіст, телевізійний ведучий і музикант.
- Достанко Анатолій Павлович — академік Національної академії наук Білорусі, доктор технічних наук, професор, заслужений винахідник СРСР, двічі лауреат Державних премій УРСР в галузі науки і техніки і Республіки Білорусь (за підручники).
- Ємельянов Сергій Миколайович (1942) — російський історик і педагог.
- Єрмольєва Зінаїда Віссаріонівна (1898–1974) — вчений-мікробіолог, творець ряду вітчизняних антибіотиків.
- Єфимов Микола Володимирович (1910–1982) — радянський математик, геометр, член-кореспондент АН СРСР.
- Золотарьов Володимир Семенович — президент «РГЕУ (РИНХ)».
- Звєрович Едмунд Іванович (1936) — доктор фізико-математичних наук, професор
- Ізюмський Борис Васильович — радянський письменник, член СП СРСР, Заслужений працівник культури РРФСР.
- Іншаков Олег Васильович — ректор Волгоградського державного університету, член Громадської палати.
- Кальянов Олександр Іванович — естрадний співак, композитор, аранжувальник, продюсер.
- Кислов Сергій Васильович — президент, власник агрохолдингу «Південь Русі».
- Колесников Володимир Іванович — ректор Ростовського державного університету шляхів сполучення, академік РАН.
- Кондратьєва Людмила Андріївна — радянська легкоатлетка, спринтер. Олімпійська чемпіонка, Заслужений майстер спорту СРСР.
- Корецький Данило Аркадійович (1948) — письменник, доктор юридичних наук.
- Корольов Сергій Олександрович — радянський журналіст, письменник, поет
- Кот Ігор Петрович (1959) — український художник
- Котова Тетяна Миколаївна (1985) — російська співачка, володарка титулу «Міс Росія 2006», колишня учасниця української жіночої поп-групи «ВІА Гра» (2008—2010)
- Кузнєцов Микола Геннадійович — ректор «РГЕУ (РИНХ)».
- Куліш Євген Олексійович (1931—2010) — відомий учений, академік НАНУ.
- Латипов Нуралі Нурісламович — володар першої в історії Клубу «Що? Де? Коли?» «Кришталевої Сови».
- Ленч Леонід Сергійович (1905–1991) — російський радянський письменник-гуморист.
- Литвинчук Георгій Семенович (1931—2006) — математик.
- Матішов Геннадій Григорович — голова Південного наукового центру РАН, академік РАН.
- Мельников Микола Васильович — суддя Конституційного суду Російської Федерації.
- Мержанов Олександр Григорович (1931) — вчений в галузі фізичної хімії, академік РАН.
- Михайличенко Федір Федорович (пом. 1993) — учасник німецько-радянської війни, Праведник народів світу.
- Мухін Лев Дмитрович (1936–1977) — радянський боксер. Призер (срібна медаль) Олімпійських ігор 1956 року в Мельбурні, у важкій вазі.
- Новиков Олександр Васильович — ректор ВДІКу з 1987 по 2007 р., президент ВДІКу до серпня 2010 р.
- Петренко Валентина Олександрівна — голова комітету Ради Федерації із соціальної політики і охорони здоров'я.
- Понеділка Віктор Володимирович — радянський футболіст, заслужений майстер спорту СРСР.
- Попов Юрій Борисович — російський театральний режисер.
- Прийма Костянтин Іванович (1912–1991) — журналіст, літературознавець, член Спілки радянських письменників, шолоховед.
- Рябов Микола Тимофійович — державний діяч, дипломат, голова ЦВК РФ, Надзвичайний і Повноважний посол РФ в Чеській Республіці, Республіці Азербайджан, Республіці Молдова (2007).
- Саннікова Ольга Павлівна (1948) — доктор психологічних наук, професор Південноукраїнського національного педагогічного університету імені К. Д. Ушинського.
- Сапожников Сергій Анатолійович (1984) — російський художник, фотограф, куратор.
- Серебренніков Кирило Семенович (1969) — російський театральний і кінорежисер.
- Солженіцин Олександр Ісайович (1918–2008) — російський письменник, публіцист, поет і громадський діяч.
- Софронов Анатолій Володимирович — радянський письменник, поет, публіцист, сценарист і драматург. Лауреат двох Сталінських премій, Герой Соціалістичної Праці.
- Сьомін Віталій Миколайович — російський письменник.
- Тараненко Леонід Іванович (1940) — відомий зоолог, орнітолог, доцент Донецького національного університету, засновник і натхненник робочої мережі «Вивчення птахів басейну Сіверського Дінця»
- Татьков Віктор Іванович (1956) — колишній голова Вищого господарського суду України (2010—2014).
- Толстих Ігор Михайлович (1956) — український журналіст та телевізійний менеджер. Директор Дирекції телерадіопрограм Верховної Ради України.
- Третьяков Юрій Дмитрович (1931) — російський хімік, академік РАН, декан факультету наук про матеріали МГУ.
- Третьяков Денис Анатолійович (1974 -) — російський поет, музикант.
- Туріщева Людмила Іванівна — радянська гімнастка: чотириразова олімпійська чемпіонка, багаторазова чемпіонка світу та Європи, Заслужений майстер спорту СРСР.
- Тянтова Катерина — російська модель, переможниця конкурсів краси.
- Хунагов Рашид Думалічевич — ректор Адигейського державного університету.
- Цой Сергій Петрович (1957) — прес-секретар мера Москви, голова ради директорів ВАТ «ТВ Центр».
- Чупринін Сергій Іванович (1947) — російський критик, головний редактор журналу «Знамя».
- Шахрай Сергій Михайлович (1956) — російський державний і політичний діяч.
- Шапошникова Наталія Віталіївна — радянська гімнастка, дворазова олімпійська чемпіонка, чемпіонка світу та Європи, Заслужений майстер спорту СРСР.